# Myrsine seguinii
Myrsine seguinii är en viveväxtart som beskrevs av H. Lév. Myrsine seguinii ingår i släktet Myrsine och familjen viveväxter. Inga underarter finns listade i Catalogue of Life.

## Bildgalleri

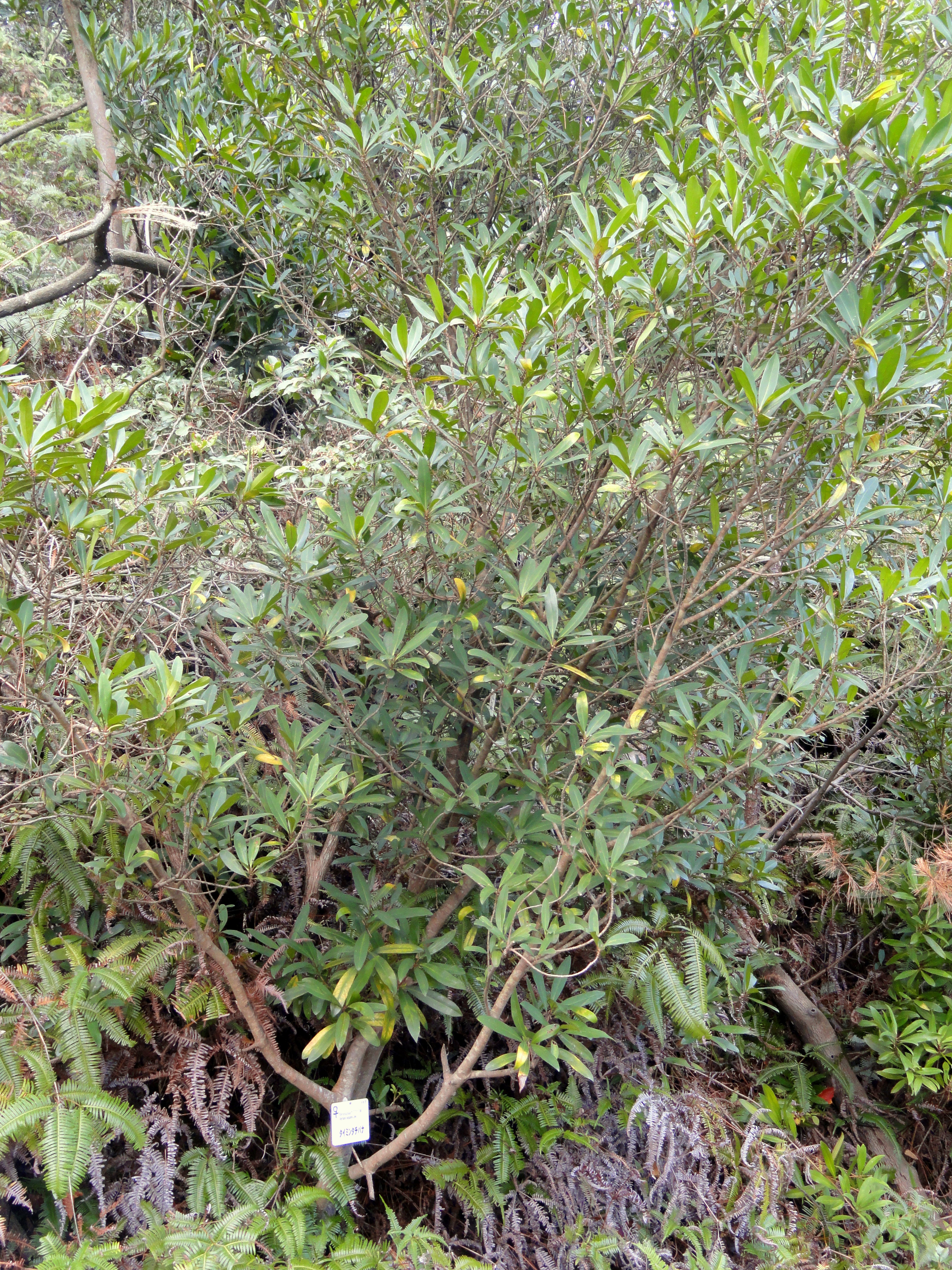
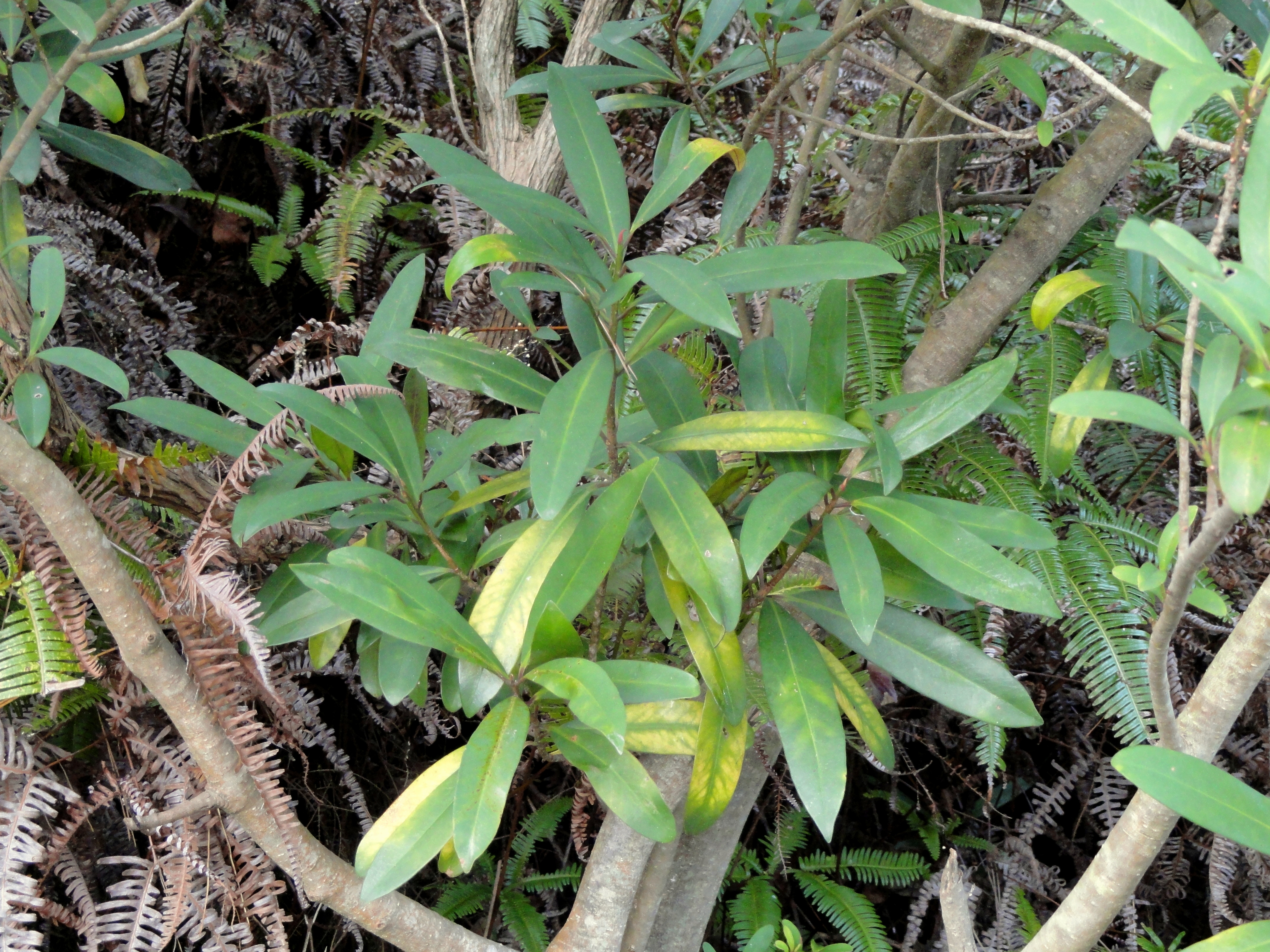
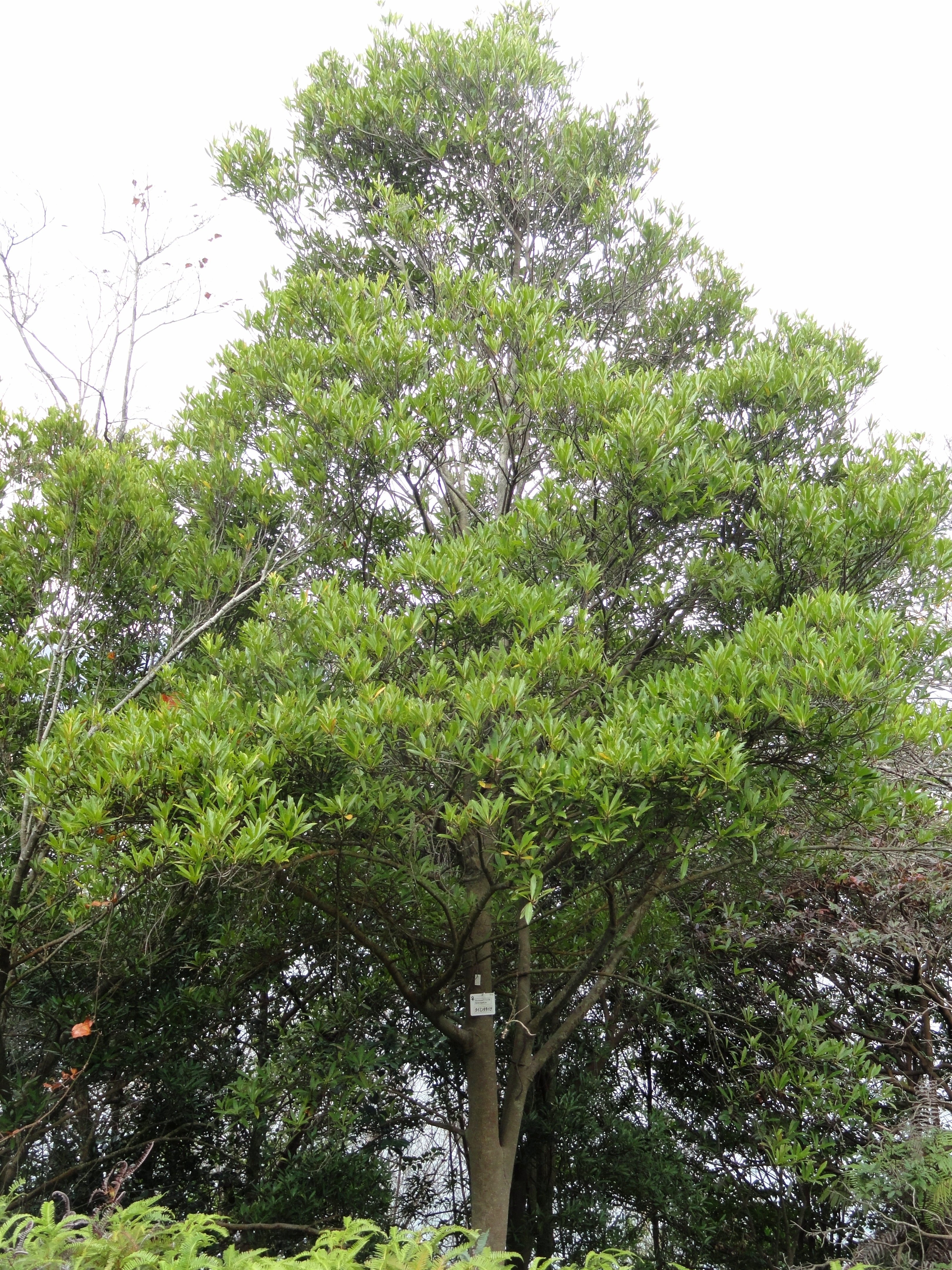